# Brđani (Gornji Milanovac)
Pour les articles homonymes, voir Brđani.
Brđani (en serbe cyrillique : Брђани) est une localité de Serbie située dans la municipalité de Gornji Milanovac, district de Moravica. Au recensement de 2011, elle comptait 1 049 habitants.
Brđani, officiellement classé parmi les villages de Serbie, est situé sur la route européenne E760, entre Gornji Milanovac et Čačak.

## Démographie

### Évolution historique de la population
| 1948  | 1953  | 1961  | 1971  | 1981  | 1991  | 2002  | 2011  |
| ----- | ----- | ----- | ----- | ----- | ----- | ----- | ----- |
| 1 890 | 1 831 | 1 746 | 1 525 | 1 440 | 1 217 | 1 227 | 1 049 |

|  |